# Антипсихотик
Антипсихотици (неуролептици) су лекови за лечење схизофренија, као и других облика психоза. Заједно са анксиолитицима и хипнотицима спадају у групу психолептика. Антипсихотици изазивају психомоторно кочење и афективну индиферентност, који се једним именом називајунеуролептички синдом. На ћелијском нивоу, антипсихотици своје дејство остварују најчешће блокадом допаминских рецептора (и то D2 рецепрора), али се у терапију све чешће уводе и блокатори норадренергичких и серотонинских 5HT2.
Антипсихотици спадају у „прљаве“ лекове јер делују на велики број различитих рецептора, што је један од разлога због кога механизам њиховог деловања није до краја разјашњен.

## Деловање
Главни антипсихотични ефекат ови лекови постижу блокадом допаминских 2 рецептора. Класични антипсихотици се везују 50 пута јаче за D2 него за D1 рецепторе. Како антипсихотици инхибишу (поред D2) и велики број других рецептора (α1 и α2 адренергичке, H1 хистаминске, 5-HT2 серотонинске и холинергичке мускаринске рецепторе) у различитој мери, то се разликује и клинички профил појединих антипсихотика. Ова ширина спектра дејства узрокује и терапијске али и велики број нежељених ефеката.
Блокада допаминских рецептора доводи до појаве екстрапирамидалног синдрома, појачаног лучења пролактина, поремећене исхране (повећава се унос хране) и акатизије (пацијента „не држи место“).
Блокадом 5-HT2 рецептора се повећава терапијска ефикасност антипсихотика, а и умањује се екстрапирамидални синдром изазван блокадом 2 рецептора. Инхибиција 5-HT2 рецептора доводи и до анксиолитичког и антидепресивног ефекта (који су пожељни), али и до нежељених дејстава – снижења крвног притиска, седације и немогућности ејакулације.
Дејством на допаминске и хистаминске рецепторе постиже се антиметички ефекат (спречавање повраћања).
У централном нервном систему антипсихотици блокирају центар за терморегулацију, што може довести и до хипотермије и до хипертермије, зависно од спољашње температуре.

## Хемијска подела

### Фенотијазини
Сви фенотиазини имају квалитативно исти ефекат, а могу се разликовати по јачини дејства. Хемијски се разликују по бочном ланцу, па се деле на фенотиазине са терцијарним алифатичним амином ( N05AA), пиперазинским цикличним амином ( N05AB) и пиперидинским цикличним амином ( N05AC) у бочном ланцу. Прва група има јако изражену седацију, друга слабу седацију али изражен екстрапирамидални синдром, док трећа група делује снажно антихолинергички.
Већ поменутим механизмима, фенотиазини делују неуролептички, антиеметички, хипетермички (ређе хипертермички) и могу изазвати галактореју (лучење млека) код жена и гинекомастију и импотенцију код мушкараца.
Терапијско подручје примене фенотиазина обувата и неуролошке (схизофренија, схизоафективни поремећај, маничне фазе биполарног поремећаја и код поремећаја понашања у Алцхајмеровој болести), али и непсихијатријске индикације (повраћање различитог узрока, pruritus).

### Бутирофенони
Упркос хемијској разлици, бутирофенони (: N05AD) су фармаколошки врло слични пиперазинским фенотиазинима. Узрокују неуролептички синдром (емоционално смиривање, психомоторно успоравање незаинтересованост за околину), а имају и антиеметичко деловање. Механизам њиховог деловања исти је као код фенотиазина.
Осим у терапији психоза, бутирофенони се комбинују са јаким аналгетицима (нпр. фентанилом) ради постизања неуролептаналгезије. Нежељени ефекти бутирофенона су екстрапирамидални синдром, оштећења јетре и костне сржи.
Главни представници бутирофенона су халоперидол, дроперидол и пенфлуридол.

### Тиоксантени
Тиоксантенски антипсихотици (: N05AF) у својој основи имају молекул тиоксантена. По својим особинама готово су идентични фенотиазинима, мада се нежељена дејства јављају ређе. Главни представници тиоксантенских антипсихотика су зуклопентиксол, хлорпротиксен, клопентиксол и флупентиксол.

### Нетипични антипсихотици
Однедавно су у терапију ушли нови антипсихотици, међусобно структурно различити, али са заједничком особином да им блокада D2 рецептора није главни механизам дејства. Клозапин делује пре свега на D4 и 5-HT2 рецепторе, као и на α1 и 1, и то јаче него на D2. Рисполепт и оланзапин делују на 5-HT2 и 2 рецепторе.
Клозапин и њему сродни лекови (оланзапин и кветиапин) ређе изазивају екстрапирамидални синдром чиме су привукли велику пажњу стручне јавности. Међутим, и ови лекови имају нежељена дејства, од којих су најозбиљнија грозница, леукопенија (смањење броја леукоцита), седација, гојење, а смањују и праг конвулзија.

## Принципи лечења
Лечење по правилу почиње применом једног антипсихотика. Ако је болесник већ лечен, користи се онај лек за који је проверено да је показао добре резултате. Ако се болесник лечи први пут примењују се нешто ниже дозе него код рецидива, а лек се бира према клиничкој слици: ако постоји изразит психомоторни немир користе се антипсихотици са изразитијом седацијом (хлорпромазин, халоперидол), ако су изражени екстрапирамидални симптоми дају се нетипични антипсихотици. Пуно дејство се очекује за 2-6 недеља, ако у том периоду нема побољшања мења се препарат.
Након постизања максималног терапијског ефекта приступа се постепеном смањивању дозе. У случају наглог прекида терапије постоји опасност од враћања болести (око 15% случајева).